# Liz Story
Liz Story (* 28. Oktober 1956 in San Diego, Kalifornien) ist eine US-amerikanische Pianistin und Komponistin, die mehrfach für den Grammy Award nominiert wurde.

## Leben und Werdegang
Story begann ihre Ausbildung als kleines Kind und meisterte im Alter von 11 Jahren Mozarts Klavierkonzert F-Dur KV 413. Nach Studien an der Juilliard School und am Hunter College begleitete sie eine Aufführung des Jazzpianisten Bill Evans in Bottom Line in New York City und bekam auf Empfehlung von Evans ein Stipendium von Sanford Gold. 
Nach ihrer Rückkehr von New York nach Südkalifornien studierte sie in den Dick Grove Music Workshops in Studio City. Während ihrer Studien nahm sie einen Job als Restaurantpianistin an und improvisierte, wenn das Piano keinen Blatthalter hatte. Über mehrere Monate hinweg wurden aus diesen Improvisationen Kompositionen. Als William Ackermann von den Windham Hill Records ein Tonband von ihr hörte, gab er grünes Licht für die Aufnahmen ihres Debütalbums Solid Colors.
In den 1980er Jahren entwickelte sich Story während ihrer ausgiebigen Tourneen durch USA zu einer prominenten Person der New-Age-Musik und war als Künstlerin bei Windham Hill Records unter Vertrag. Sie wurde eine der Pionierinnen des zeitgenössischen Klavierspiels. Ihr Musikstil trotzt traditionellen Richtungen und ihre Arbeit überdauerte viele Musikgenres.
Für den Film Worth Winning (1989) komponierte und spielte sie die beiden Kompositionen Forgiveness und Worth Winning. Storys Hände wurden als Simulation für die klavierspielende Schauspielerin Madeleine Stowe genutzt (die auch Klavier spielt). Liz Story spielt ausschließlich auf Steinway-Pianos.
Zwei ihrer Kompositionen, Wedding Rain und Things With Wings wurden vom Solopianisten Isadar gecovert. Er schuf auch ein Arrangement basierend auf Greensleeves zu Ehren Storys, welche der Windham Hill’s Winter’s Solstice Fassung (1986) nahe kommt.

## Diskografie
- Solid Colors (1983)
- Unaccountable Effect (1985)
- Part of Fortune (1986)
- Speechless (1989)
- Escape of the Circus Ponies (1990)
- My Foolish Heart (1992) (reissued in 2009 by Valley Entertainment[8])
- The Gift (1994)
- Liz Story (1996)
- 17 Seconds to Anywhere (1998)
- Welcome Home: The Very Best of Liz Story (2001)
- Night Sky Essays (2005)
- Pure Liz Story (2006)